# J.A. Nordwall
Jonas Adrian Nordwall, född 4 mars 1796 i Maria Magdalena församling, Stockholm, död 28 maj 1867 i Sankt Nikolai församling, Stockholm
, var en svensk dispaschör.
Nordwall studerade vid Uppsala universitet, ägnade sig därefter åt sjömansyrket och gjorde som kofferdikapten många resor från Stockholm. I mitten av 1840-talet blev han ombudsman för nya Sjöassuransföreningen i Stockholm och blev 1852 dispaschör i Stockholm.
Han var gift med Maria Catharina Nordwall (1800-), född Leffler och far till Karolina Charlotta Nordwall.